# Nicole Belmont
Nicole Belmont   (1931) és una antropòloga francesa.

## Biografia
Doctora en etnologia (1968), és directora d'estudis de l'Escola d'Estudis Avançats en Ciències Socials (EHESS, Laboratori d'Antropologia Social).
La seva obra, d'orientació europeista, se centra especialment en la narració i el folklore al voltant dels quals ha desenvolupat una antropologia del naixement i la transmissió oral. Durant la dècada del 1980 va ajudar a difondre l'obra de James George Frazer a França mitjançant traduccions i edicions en col·laboració amb Michel Izard. També va treballar en l'etnografia d'Arnold van Gennep. Molts dels treballs i seminaris, en particular els realitzats amb Jean-Paul Valabrega, exploren els vincles entre antropologia i psicoanàlisi.
Va presidir la Societat Francesa d'Etnologia de 1986 a 1990.
Codirectora de llarga trajectòria dels Cahiers de Littérature orale (publicació de les Presses de l'Inalco) Nicole Belmont, pren un paper important en l'orientació de la revista de la qual (co-)dirigeix molts temes, mantenint l'atenció en la qüestió de l'oralitat en el terreny europeu.
Iniciadora de diversos conceptes que estan canviant l'estudi dels contes populars (incloent-hi el de «conte de transmissió oral» que és més adequat que el de «conte tradicional»), l'any 2017 va rebre el premi de la fundació Walter Kahn (Märchen-Stiftung Walter Kahn) per tot el seu treball sobre contes populars.

## Publicacions
- Les Signes de la naissance: étude des représentations symboliques associées aux naissances singulières (en francès).  París: Plon, 1971. Reedició Saint-Pierre-de-Salerne, G. Monfort, 1983.
- Sorciers de Dobu, anthropologie sociale des insulaires de Dobu dans le Pacifique (en franès).  París: Éditions F. Maspero, 1972. (Original: Fortune, Reo. Sorcerers of Dobu (en anglès)., amb una introducció de Bronislaw Malinowski i traduït de l'anglès per Nicole Belmont
- Mythes et croyances dans l'ancienne France (en francès).  París: Flammarion, 1973 (Questions d'histoire).
- Arnold Van Gennep: créateur de l'ethnographie française (en francès).  París: Payot, 1974 (Petite bibliothèque Payot). Premi Constant-Dauguet de l'Acadèmia Francesa en 1976
- Paroles païennes: mythe et folklore. Des frères Grimm à P. Saintyves (en francès).  París: Imago, 1986.
- Ethnologie des faits religieux en Europe (colloque national de la Société d'ethnologie française, 24-26 novembre 1988 (en francès).  París: Éditions du CTHS, 1993. Amb Françoise Lautman.
- Aux sources de l'ethnologie française: l'académie celtique (en francès).  París: Éditions du Comité des travaux historiques et scientifiques, 1995. (edició i prefaci).
- Comment on fait peur aux enfants; Les Croquemitaines, une mythologie de l'enfance? (en francès).  París: Mercure de France, 1999 (Le petit Mercure).
- Poétique du conte : essai sur le conte de tradition orale (en francès).  París: Gallimard, 1999. ISBN 978-2-07-074651-4.
- Contes populaires de Lorraine: comparés avec les contes des autres provinces de France et des pays étrangers (en francès).  Arles: P. Picquier, 2003. Edició, Emmanuel Cosquin
- Sous la cendre: figures de Cendrillon (en francès).  París: José Corti, 2007 (Merveilleux). ISBN 978-2-7143-0957-0. Antologia establerta i posterior per Nicole Belmont i Élisabeth Lemirre
- Mythe, conte et enfance: les écritures d'Orphée et de Cendrillon (en francès).  París: L'Harmattan, 2010. ISBN 978-2-296-12604-6.
- Petit-Poucet rêveur, la poésie des contes merveilleux (en francès).  París: José Corti, 2017 (Merveilleux). ISBN 978-2-7143-11863.